# Бойко Михайло Лук'янович
Михайло Лук'янович Бойко (нар. 14 листопада 1927, село Вільне Запоріжжя, тепер Новобузького району Миколаївської області — 23 серпня 1997, місто Кіровськ, тепер місто Голубівка Луганської області) — український радянський діяч, бригадир прохідників шахти № 22 імені Кірова комбінату «Кадіїввугілля» Луганської області. Герой Соціалістичної Праці (29.12.1973). Депутат Верховної Ради СРСР 7—9-го скликань.

## Біографія
Народився в селянській родині.
У 1945 році переїхав до Челябінської області РРФСР. У 1945—1948 роках — слюсар шахти № 29 «Капітальна» міста Коркіно Челябінської області.
З 1948 року — у Ворошиловградській області. У 1948—1953 роках — вибійник шахти № 17 «Михайлівська» тресту «Первомайськвугілля» Ворошиловградської області, прохідник шахти № 22 імені Кірова тресту «Кадіїввугілля» селища Голубівки Ворошиловградської області.
З 1953 року — бригадир прохідників (бригадир комплексної швидкісної гірничо-прохідницької бригади) шахти № 22 імені Кірова тресту (комбінату) «Кадіїввугілля» селища Голубівки (міста Кіровська) Ворошиловградської (Луганської) області.
Освіта середня спеціальна. Закінчив Комунарський (Алчевський) гірничо-металургійний технікум Луганської області.
Член КПРС з 1964 року.
З 1987 року — на пенсії в місті Кіровську (Голубівці) Луганської області.

## Нагороди
- Герой Соціалістичної Праці (29.12.1973)
- два ордени Леніна (29.06.1966, 29.12.1973)
- орден «Знак Пошани» (30.03.1971)
- медаль «За трудову доблесть» (23.09.1953)
- медалі
- почесний знак «Шахтарська слава» всіх трьох ступенів
- Ленінська премія (1964)
- заслужений шахтар Української РСР (1965)